# Agnès b.

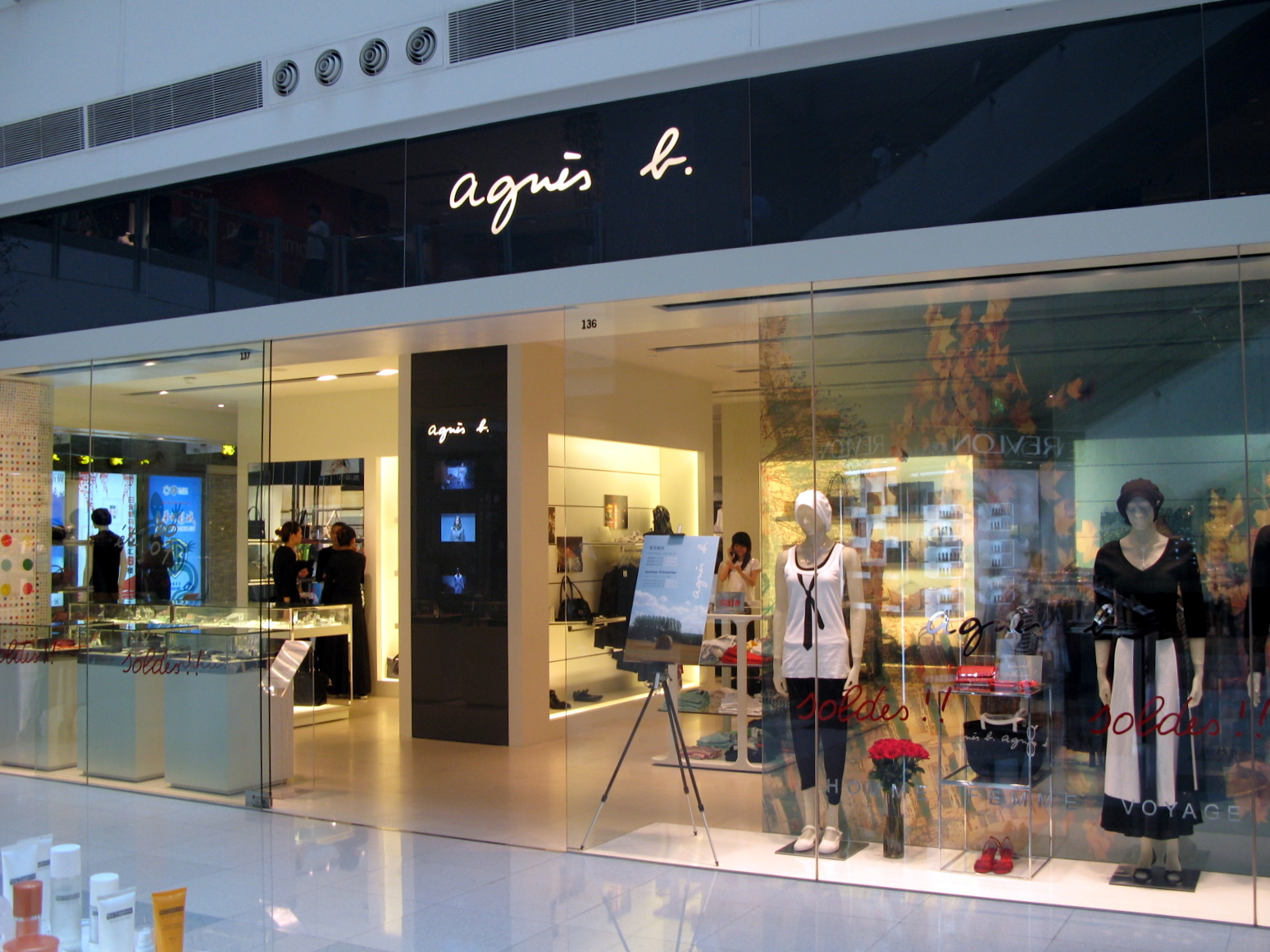
Un magasin agnès b. à Shanghai

agnès b. est une marque de vêtements lancée en 1975 par la créatrice de mode Agnès Troublé. Le «b.» de la marque provient de l'initiale du nom de l'éditeur Christian Bourgois, qui avait été le mari d'Agnès Troublé. Les coupes sont simples et se veulent élégantes. Son cardigan-pression, créé en 1979, est l’un des classiques de la maison et fait partie de ses meilleures ventes.
La marque est exploitée par la société CMC, pour « Comptoir mondial de la création », nom choisi par Agnès Troublé en 1973. La société CMC est toujours une entreprise familiale, détenue à 100 % par Agnès Troublé, ses enfants et ses petits-enfants.

## Les débuts
En 1973, Agnès Troublé dépose sa marque agnès b. L’idée de ce nom remonte aux années soixante, lorsqu’elle travaille comme styliste pour le magazine Elle et que l’une de ses parutions doit être signée. « J’étais prise au dépourvu. […] J’ai dit : « Vous n’avez qu’à mettre agnès b. », comme dans les faits divers, quand on ne met pas le nom en entier. Et puis, j’ai fait le logo avec mon écriture. »
La première boutique agnès b. ouvre au 3 rue du Jour à Paris en 1975. En 1979, la marque ne compte qu'une vingtaine de salariés. Le succès est rapide et de nouvelles boutiques ouvrent à Paris (rue du Vieux Colombier, rue Michelet) puis en province et enfin à l'étranger : SoHo (New York) en 1980, Amsterdam en 1983, Tokyo en 1984, Londres en 1987, ou encore Hong-Kong en 1995. Le deuxième mari d'Agnès Troublé, Jean-René Claret de Fleurieu, œuvre à développer la marque au Japon (qui compte la moitié des points de vente de la marque dans le monde), jusqu’à leur divorce en 1986. Depuis, agnès b. est à Taïwan la cinquième marque internationale importée, alors que la Chine compte 15 boutiques.

La marque revendique de créer des vêtements atemporels, qui peuvent se porter pendant plusieurs années, en dehors des tendances qui poussent à la surconsommation de la mode. 

« Je déteste la mode, parce que j’adore les vêtements »

… déclare la styliste. Ou encore, 

« J’attache beaucoup d’importance au fait que les vêtements des collections que je crée durent longtemps, j’ai dans mon dressing quotidien des pièces que j’ai réalisées il y a plus de trente ans, qui se mêlent à des pièces récentes »

Pour Vanity Fair, la marque promeut un style « Parisienne à béret » et « French touch néo-bourge » (veste noire, marinière, petite robe en coton, chemise imprimée).
Au fil des années, agnès b. diversifie ses activités. Dans les années 1980, ses succès sont vendus également en modèles pour hommes (agnès b. a ouvert sa première boutique hommes au 2 rue du Jour, en 1981), puis pour enfants. Plus tard, elle crée notamment une ligne de cosmétiques, en collaboration avec les Créateurs de beauté (ligne arrêtée en 2011).
Le lézard est l'un des symboles de la marque.

## Galerie, édition et production
En 1984, agnès b. ouvre la Galerie du Jour à Paris, qui expose des artistes issus du groupe Bazooka, Les Tétines Noires, les Frères Ripoulin, des graffeurs, des photographes, etc. En 1998, cette librairie-galerie située rue du Jour déménagea rue Quincampoix, dans le 4e arrondissement de Paris, dans l’ancienne galerie d’art de Jean Fournier, avec lequel Agnès Troublé avait travaillé dans les années 1960. En 2020, la galerie s’installe au sein de La Fab, siège du fonds de dotation « Agnès Troublé dite agnès b. » dans le 13e arrondissement. Une seconde librairie-galerie agnès b. a ouvert au Japon. 
agnès b. prête régulièrement des œuvres d'art issues de sa collection privée dans le cadre d'expositions temporaires de musées tels que le LAM à Lille, ou le musée national d’histoire de l’immigration, à Paris
La marque édite aussi un périodique d'art contemporain, le Point d'ironie, créé par Agnès Troublé, Christian Boltanski et Hans Ulrich Obrist. Elle a aussi créé une société de production cinématographique, Love streams productions agnès b. (soutenant notamment Claire Denis et Patrice Chéreau, sous-titrant Mister Lonely de Harmony Korine ou restaurant Playtime de Jacques Tati), dont l’activité s’est arrêtée en 2014.
Agnès Troublé déclare vouloir montrer l'exemple avec son entreprise de la responsabilité sociale : « À mes yeux, il y a une cohérence entre le fait que les vêtements soient faits ici et ce que je suis, ce que je fais, ce que j’aime faire ». C'est donc tout naturellement qu'elle s'associe en 2013 avec le Slip français, entreprise également adepte du « made in France ».
À partir de 1988, la marque vend des écharpes rouges dont tous les bénéfices sont reversés à des associations de lutte contre le SIDA. Elle vend aussi d’autres « produits de solidarité », notamment des T-shirts et des écharpes au profit de la fondation Abbé-Pierre pour le logement des défavorisés, dont Agnès Troublé est la marraine. Depuis 1993, elle fait réaliser par des amis artistes (Gaspar Noé, Joone, Aurel, Mike Lash ou encore Yayoi Kusama) des emballages de préservatifs, donnés gratuitement.
Le fonds de dotation « Agnès Troublé dite agnès b. », qui gère les actions de solidarité d’Agnès Troublé, mais aussi ses actions en faveur des artistes et en faveur de l’environnement, soutient 25 à 40 associations chaque année. Il a notamment noué des partenariats avec plusieurs associations, dont AIDES, Act Up-Paris, Emmaüs, et Handicap sans frontières.
En 1991, la marque installe son siège rue Dieu à Paris.
En 2003 est créé au Centre des arts de Hong Kong l'agnès b. Cinéma. La marque se décline également en boutique d'accessoires de voyage ou encore en fleuriste.
Depuis 2008, l'entreprise est associée au label Potemkine et conçoit des coffrets DVD et intégrales de plusieurs cinéastes.
En 2017, agnès b. compte 286 points de vente et 2 100 salariés dans le monde, réalisant 262 millions d'euros de chiffre d'affaires.
agnès b. a ouvert début 2020 La Fab, qui abrite le fonds de dotation « Agnès Troublé dite agnès b. », à côté de la Station F, sur la place Jean-Michel-Basquiat dans le 13e arrondissement de Paris. La Fab occupe les deux premiers niveaux d'un immeuble de logements sociaux conçu par Augustin Rosenstiehl (Soa architectes) qui a adapté les espaces aux besoins d’une fondation d’art et de la Galerie du jour. Le lieu expose la collection d’œuvres d’art d’Agnès Troublé, qui compte plus de 5 000 pièces. Il abrite également la Galerie du Jour et la Librairie du Jour, qui y ont été transférées, ainsi que les toutes les activités du fonds de dotation agnès b.

## Collaborations
Quentin Tarantino sélectionne des tenues agnès b. pour habiller Uma Thurman et John Travolta dans le film Pulp Fiction. Des vêtements de la marque ont aussi été retenus pour habiller les acteurs du film Reservoir Dogs.
Elle collabore aussi avec d'autres réalisateurs tels que David Lynch, qui lui commande les costumes de son film Mulholland Drive. La marque prête régulièrement des vêtements pour des tournages de films.
Brian Molko, chanteur-compositeur du groupe Placebo, s'essaie au mannequinat et défile pour agnès b.. "Je trouve vraiment vulgaires tous ces gens dans la rue qui ressemblent à des publicités ambulantes pour des marques... J'ai toujours adoré agnès b. Je porte sa ligne pour femmes.", déclare-t-il dans une interview. 
La marque habille également de nombreux artistes de la scène musicale, comme Bowie, Matthieu Chédid, Arthur H, Etienne Daho, Iggy Pop, Patti Smith, Oxmo Puccino, Dominique A, Jane Birkin, Jain, Nekfeu, Jeanne Added,The Do, Ibeyi, etc.